# Giovanni Silva
Giovanni Silva (* 26. März 1882 in Legnano; † 20. Oktober 1957 in Padua) war ein italienischer Astronom.

## Leben
Giovanni Silva studierte an der Universität Padua und erlangte 1904 seinen Abschluss in Mathematik. Im anschließenden Jahr ging er zur internationalen Station zur Bestimmung von Breitengraden in Carloforte. 1908 kehrte er als Assistent am Institut für Geodäsie unter Antonio Maria Antoniazzi nach Padua zurück und wechselte 1911 an die von Giuseppe Lorenzoni geleitete Sternwarte Padua.
Dort beschäftigte er sich mit klassischer Astronomie wie Astrometrie und Bahnbestimmung und mit Gravimetrie und Geodäsie. 1922 nahm er eine Professur für Geodäsie an der Universität Turin an, kehrte aber bereits 1926 nach Padua zurück, um dort den durch den Tod Antoniazzis frei gewordenen Lehrstuhl für Astronomie einzunehmen. Damit war auch die Leitung der Sternwarte Padua verbunden, diese Position hielt er bis 1952.
1952 konnte sich Silva von seinen offiziellen Verpflichtungen zurückziehen, setzte aber seine Arbeiten fort. Am 13. Oktober 1957 erkrankte er und verlor das Bewusstsein, wovon er sich nicht mehr erholte, er starb am 20. Oktober 1957.
Neben zahlreichen Beobachtungen und Veröffentlichungen mit Beiträgen zur klassischen Astronomie und Geodäsie gehört die Verwirklichung des astrophysikalischen Observatoriums in Asiago, einer Nebenstelle der Universität Padua, Gründung im Jahre 1942, zu seinen Leistungen.
Silva war Mitglied in mehreren Akademien und Gesellschaften, zum Beispiel in der Accademia Nazionale dei Lincei seit 1932.
Der Asteroid (16906) Giovannisilva ist nach Giovanni Silva benannt.